# Sarcosuchus
Sarcosuchus er en uddød kæmpekrokodille, der levede for 112 millioner år siden, og en fjern slægtning til vore dages Gavial. Arten levede i den tidlige kridttid i det der i dag er Afrika og Sydamerika, og bliver betragtet som en af de største krokodille-lignende reptiler.
Selvom dens størrelse har været debatteret blandt forskere, så er det almindeligt anerkendt, at arten har været i hvert fald dobbelt så lang som vore dages saltvandskrokodiller, og havde en vægt på omkring 8 tons.